# Лінда Маккартні
Лінда Луїза Істмен (англ. Linda Louise Eastman, 24 вересня 1941, Нью-Йорк, США — 17 квітня 1998, Тусон, Аризона, США), у шлюбі Маккартні (англ. Linda McCartney) — американська фотографка, музикантка (зокрема учасниця Wings). Також відома вегетаріанка, авторка кулінарних книг, засновниця виробництва вегетаріанських харчових продуктів «Linda McCartney Foods company», активістка руху за гуманне поводження з тваринами. 
Перша дружина Пола Маккартні (одружилися 12 березня 1969 р.).

## Життєпис
Народилася в Нью-Йорку на Мангеттені 24 вересня 1941 року. 
Вивчала образотворче мистецтво в Аризонському університеті.
У середині 1960-х почала кар'єру фотографки, зрештою почала фотографувати зірок для журналу Town & Country. До кінця десятиліття часто була програмою у Fillmore East та стала першою жінкою, чия фотографія потрапила на обкладинку Rolling Stone.

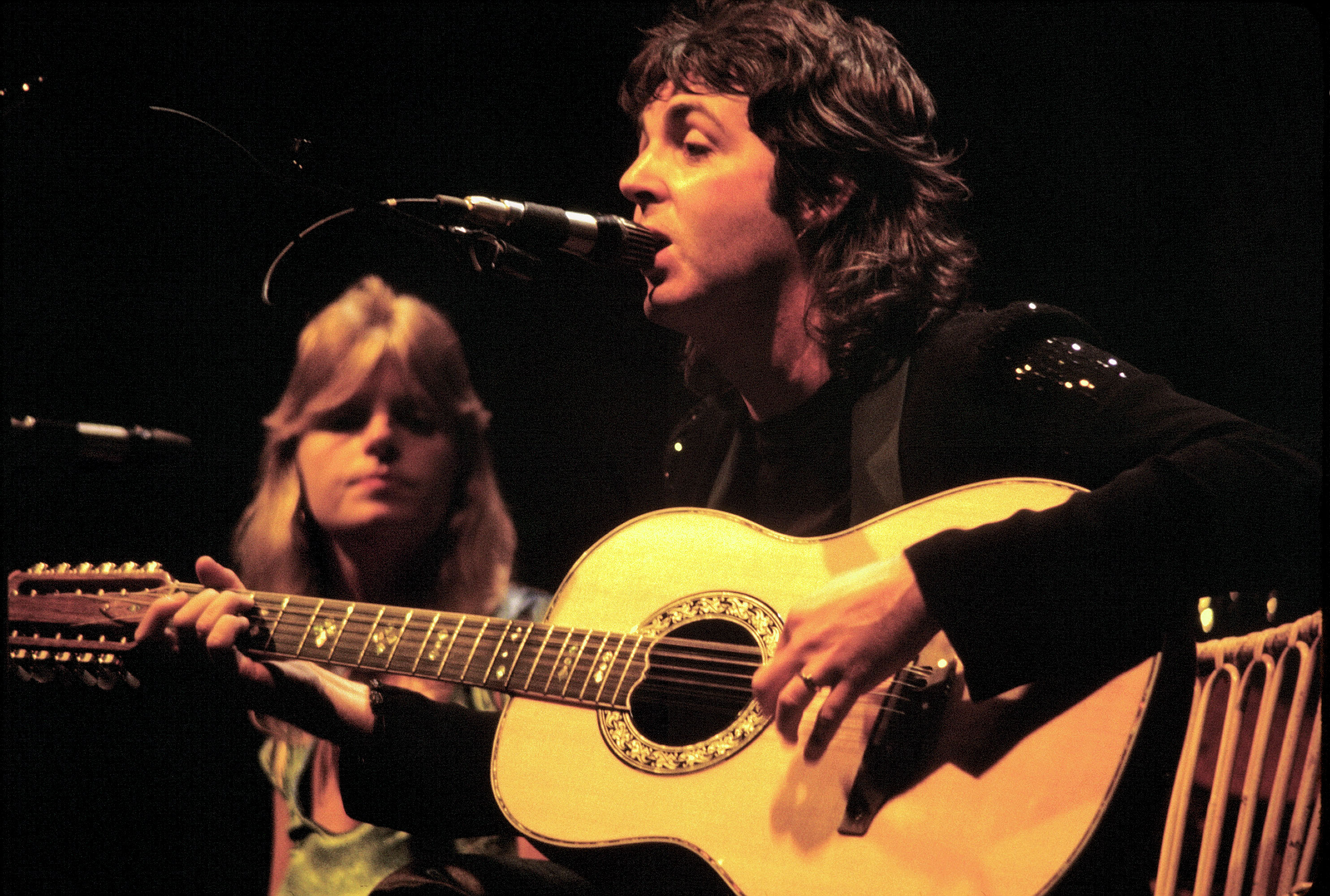
Лінда і Пол під час виступу Wings, 1976

Після розпаду The Beatles разом з Полом Маккартні записала альбом Ram. Пізніше пара заснувала рок-гурт «Wings» (1971–1981), де Лінда грала на клавішних інструментах і співала. У співавторстві з Полом написала кілька пісень «Wings», включаючи «Live and let die» (укр. Живи і дозволь вмерти) з однойменного фільму про Джеймса Бонда, номіновану на премію Оскар. Грала з Полом і після розпаду гурту до 1993 року.
1993 р. випустила альбом власних фотографій «Linda McCartney's Sixties: Portrait of an Era».
Мати чотирьох дітей — Гезер Маккартні (англ. Heather McCartney, нар. 1962, гончарка; батько — перший чоловік Лінди, геолог Джон Сі, англ. John See), Мері Маккартні (англ. Mary McCartney, нар. 1969, фотографка), Стелла Маккартні (англ. Stella McCartney, нар. 1972, відома дизайнерка одягу), Джеймс Маккартні (англ. James McCartney, нар. 1978, музикант).
В 1995 в неї виявили рак молочної залози, від якого вона померла 17 квітня 1998 року. Після її смерті Пол Маккартні випустив альбом з піснями Лінди Маккартні «Wild prairies» (Дикі прерії).

## Фільмографія
Існує фільм The Linda McCartney Story, де її грає Елізабет Мітчелл та Гері Бейквел.
Подружжя Маккартні знялися у ролі самих себе в серії «Ліса — вегетеріанка» сьомого сезону Сімпсонів.
Присутня у документальному фільмі The Beatles: Get Back.